# Medan porten var stängd
Medan porten var stängd er en svensk film fra 1946 af Hasse Ekman. En dansk udgave filmades 1948 Mens porten var lukket.
- Manuskript Hasse Ekman og Walter Ljungquist.
- Instruktion Hasse Ekman.

## Medvirkende
- Tollie Zellman - Cora Anker
- Olof Winnerstrand - Hugo Sjöwall
- Inga Landgré - Birgit Ström
- Marianne Löfgren - Bojan Olsson
- Hasse Ekman - Torsten "Totte" von Breda
- Gunn Wållgren - Marianne Sahlén
- Gunnar Björnstrand - Erik Sahlén
- Gösta Cederlund - Karl-Otto Rosander
- Nils Kihlberg - Anders Holmkvist
- Hjördis Petterson - Frida Johansson
- Douglas Håge - Emil Johansson
- Hampe Faustman - Tomas Ekberg